# Первуха
Перву́ха — деревня в Катав-Ивановском районе Челябинской области России. Входит в Юрюзанское городское поселение.

## Инфраструктура
Деревня связана грунтовыми и шоссейными дорогами с соседними населенными пунктами. Расстояние до районного центра (Катав-Ивановск) 33 км, до центра городского поселения (г. Юрюзань) — 15 км.

## География
Через деревню протекает река Бахтиаров. В дореволюционные времена отмечалась в источниках как ручей. 
Посёлок Расположен в северо-восточной части района, на берегу Бахтиарова ручья.
Рельеф гористый; ближайшие высота — 571 м. (г. Винная) и 586 м. Ландшафт — подзона елово-пихтовых лесов с примесью сосны, лиственницы и лиственных пород.

## Население
| 2002 | 2010 | 2011 | 2012 | 2013 | 2014 | 2015 |
| ---- | ---- | ---- | ---- | ---- | ---- | ---- |
| 16   | ↘7   | ↘6   | ↗12  | ↘9   | ↘8   | ↗11  |
| 2016 | 2017 | 2021 |      |      |      |      |
| ↗15  | ↘9   | ↗14  |      |      |      |      |

По данным Всероссийской переписи, в 2010 году численность населения деревни составляла 7 человек (4 мужчины и 3 женщины).

## Улицы
Уличная сеть деревни состоит из 4 улиц.

## История
Первуха — старинная деревня, основанная в начале 19 в. при Юрюзанском железоделательном заводе. Была заселена крепостными крестьянами, вывезенными из деревни Первухино Уфимской губернии (отсюда название). В 1830 году в качестве приданого перешла во владение к семье генерала И. О. Сухозанета. Жители деревни занимались добычей железной руды, древесного угля и доставкой их на заводы. В 1960—70-х гг. в деревне работал лесопункт, ныне — лесничество.

## Достопримечательности
В 6 км к юго-западу от деревни построен горнолыжный центр «Завьялиха».